# Meurtre de Travis Alexander
 (10 novembre 2016).
Travis Victor Alexander, né le 28 juillet 1977 à Riverside, Californie, et mort le 4 juin 2008 à Mesa, Arizona, a été tué par son ex-petite amie, Jodi Ann Arias (née le 9 juillet 1980), à son domicile. Jodi Ann Arias a été déclarée coupable de meurtre au premier degré le 8 mai 2013 et condamnée à l'emprisonnement à perpétuité le 13 avril 2015.
Lors du crime, Travis a subi de multiples blessures à l'arme blanche et a reçu une balle de pistolet automatique de calibre 6,35 mm dans la tête. Jodi a témoigné qu'elle a tué Alexander par auto-défense. L'affaire a été très médiatisée aux États-Unis,,,,.

## Contexte
Travis Alexander est né le 28 juillet 1977 à Riverside en Californie. Après la mort de son père en juillet 1997, lui et ses sept frères et sœurs ont été pris en charge par leur grand-mère paternelle, Norma Jean Preston Alexander Sarvey (1932-2012), qui a par la suite fait partie de L'Église de Jésus-Christ des Saints des Derniers jours. Alexander était un représentant pour le PPL - Prepaid Services Juridiques (plus tard rebaptisé « LegalShield »), une société de services. Il a également travaillé comme un conférencier motivateur pour le PPL.
Jodi Ann Arias, née le 9 juillet 1980 à Salinas, en Californie. Elle et Travis se sont rencontrés en septembre 2006 lors d'une conférence de PPL Services à Las Vegas, Nevada. Travis était un mormon et le 26 novembre 2006, Jodi a été baptisée dans l'Église de Jésus-Christ des Saints des Derniers jours au cours d'une cérémonie dans l'église Southern California Mormon. Travis et Jodi ont commencé à se fréquenter en février 2007,. Jodi a déménagé à Mesa en Arizona. En avril 2008, elle a déménagé à Yreka, en Californie, et vivait avec ses grands-parents.

## Mort
Travis a été tué le 4 juin 2008. Son corps est découvert dans une douche par ses amis le 9 juin à son domicile de Mesa en Arizona. Travis a reçu de 27 à 29 coups de couteau, sa gorge a été tranchée et il a subi une blessure par balle à la tête,.
Le médecin légiste Kevin Horn a témoigné que la veine jugulaire, l'artère carotide commune et la trachée de Travis ont été tranchées et qu'il avait des plaies défensives sur ses mains. Il a en outre déclaré que Travis est peut-être mort au moment du coup de feu qui lui a été infligé, et que les blessures au dos ont été peu profondes,.
Travis Alexander a été enterré au cimetière Olivewood à Riverside en Californie.

## Découverte et enquête
Le 28 mai 2008, un cambriolage s'est produit à la résidence des grands-parents d'Arias, avec qui Arias vivait. Parmi les objets manquants figurait un pistolet automatique Colt de calibre .25 ACP, qui n'a jamais été retrouvé. Cela deviendra important, une douille de balle provenant d'une balle de calibre .25 usée avait été trouvée près du corps d'Alexander sur la scène du meurtre.

## Procès
Le procès de l'ex-petite amie de Travis Alexander, Jodi Arias, a fasciné les États-Unis pendant des années. Un premier jury à Phoenix dans l'Arizona, en 2013, n'avait pas réussi à prendre une décision entre la prison à perpétuité et la peine de mort.
Celle que les médias ont appelée « La tueuse au visage d'ange » n'a jamais cessé de plaider la légitime défense pendant les années de procès. Finalement, en avril 2015, elle a été condamnée à la prison à vie sans possibilité de remise en liberté.

## Appels
Le 17 octobre 2019, Jodi Arias demande à être rejugée en raison du comportement inapproprié du procureur durant l’enquête  et au moment du procès,.
Le 24 mars 2020, le tribunal a jugé qu'en dépit de la faute "flagrante" et "d'autopromotion" du procureur, Arias avait été condamnée "sur la base des preuves accablantes de sa culpabilité" et a confirmé la condamnation.

## Incarcération
Jodi Arias est incarcérée dans le centre pénitentiaire de l'Arizona à Goodyear au sein de l'unité de haute sécurité, tout en gardant la possibilité éventuelle d'intégrer une unité de sécurité de niveau inférieur. En 2021, elle a été transférée dans un quartier « low security » en raison de son comportement.